# Speyeria adiante
Speyeria adiante är en fjärilsart som beskrevs av Jean Baptiste Boisduval 1869. Speyeria adiante ingår i släktet Speyeria och familjen praktfjärilar. Inga underarter finns listade i Catalogue of Life.